# Acker (Wuppertal)
Acker ist eine Ortslage im Norden der bergischen Großstadt Wuppertal.

## Lage und Beschreibung
Die Ortslage liegt auf einer Höhe von 263 m ü. NHN an der Katernberger Straße Straße im Westen des Wohnquartiers Nevigeser Straße im Stadtbezirk Uellendahl-Katernberg. Eine heutige Straße Am Acker führt von dem ursprünglichen Siedlungsplatz weg zur Ortslage Herberts Katernberg. Weitere benachbarte Ortslagen sind Am Baum, In den Birken, Am Luhnberg, Am Rohm, Am Steinberg, Holländische Heide und Kuckelsberg.

## Geschichte
Die Ortslage ist aus einem Kotten hervorgegangen, der bereits 1644 urkundlich erwähnt wurde. Der Kotten ist als am acker auf der Topographia Ducatus Montani des Erich Philipp Ploennies aus dem Jahre 1715 verzeichnet. Er dient heute noch als Wohnhaus. 
1832 gehörte Acker zur Katernberger Rotte des ländlichen Außenbezirks des Kirchspiels und der Stadt Elberfeld. Der laut der Statistik und Topographie des Regierungsbezirks Düsseldorf ebenfalls als Kotten kategorisierte Ort wurde als am Acker bezeichnet und besaß zu dieser Zeit drei Wohnhäuser und zwei landwirtschaftliche Gebäude. Zu dieser Zeit lebten 50 Einwohner im Ort, davon elf katholischen und 39 evangelischen Glaubens. Für 1815/16 wird keine Einwohnerzahl genannt.